# NHL Expansion Draft 1970
L'NHL Expansion Draft 1970 si è tenuto il 9 giugno 1970 presso il Queen Elizabeth Hotel di Montréal. Il draft ebbe luogo per permettere di completare i roster delle due nuove franchigie iscritte in NHL a partire dalla stagione 1970-71: i Buffalo Sabres ed i Vancouver Canucks.

## Amateur Draft
L'NHL Amateur Draft 1970, l'8º draft della National Hockey League, si svolse l'11 giugno 1970 presso il Queen Elizabeth Hotel di Montréal. I Buffalo Sabres selezionarono il centro Gilbert Perreault dai Montréal Junior Canadiens, i Vancouver Canucks invece come seconda scelta puntarono sul difensore Dale Tallon, proveniente dai Toronto Marlboros, mentre i Boston Bruins scelsero in terza posizione l'ala destra Reggie Leach dei Flin Flon Bombers.

## Regole
L'Expansion Draft 1970 per funzionamento fu molto simile a quello svoltosi nel 1967. Tuttavia le due nuove franchigie potevano selezionare i 20 giocatori richiesti per riempire i draft da tutte e 12 le altre franchigie iscritte alla NHL, non più soltanto dalle Original Six. Ogni squadra era chiamata a scegliere un totale di 20 giocatori dalle altre squadre: due portieri e diciotto fra attaccanti e difensori. Al termine del Draft i giocatori scelti furono 40.
Tuttavia a differenza dell'Expansion Draft precedente i portieri vennero selezionati per ultimi e non per primi, con un ordine invertito rispetto a quello osservato per la selezione dei giocatori di movimento. Al momento dell'estrazione i Buffalo Sabres conquistarono il diritto di selezionare i giocatori per primi.

## Expansion Draft

### Buffalo Sabres
| Scelta # | Giocatore         | Posizione    | Selezionato dai     |
| -------- | ----------------- | ------------ | ------------------- |
| 1        | Tom Webster       | Ala destra   | Boston Bruins       |
| 3        | Al Hamilton       | Difensore    | New York Rangers    |
| 5        | Don Marshall      | Centro       | New York Rangers    |
| 7        | Tracy Pratt       | Difensore    | Pittsburgh Penguins |
| 9        | Jim Watson        | Difensore    | Detroit Red Wings   |
| 11       | François Lacombe  | Difensore    | Montreal Canadiens  |
| 13       | Phil Goyette      | Centro       | St. Louis Blues     |
| 15       | Reg Fleming       | Difensore    | Philadelphia Flyers |
| 17       | Mike McMahon, Jr. | Difensore    | Pittsburgh Penguins |
| 19       | Skip Krake        | Centro       | Los Angeles Kings   |
| 21       | Jean-Guy Lagace   | Difensore    | Pittsburgh Penguins |
| 23       | Craig Cameron     | Ala destra   | St. Louis Blues     |
| 25       | Chris Evans       | Difensore    | Toronto Maple Leafs |
| 27       | Doug Barrie       | Difensore    | Pittsburgh Penguins |
| 29       | Gerry Meehan      | Ala sinistra | Philadelphia Flyers |
| 31       | Paul Terbenche    | Difensore    | Chicago Blackhawks  |
| 33       | Brian Perry       | Ala sinistra | Oakland Seals       |
| 35       | Howie Menard      | Centro       | Oakland Seals       |
| 38       | Rocky Farr        | Portiere     | Montreal Canadiens  |
| 40       | Gary Edwards      | Portiere     | St. Louis Blues     |

### Vancouver Canucks
| Scelta # | Giocatore         | Posizione    | Selezionato dai       |
| -------- | ----------------- | ------------ | --------------------- |
| 2        | Gary Doak         | Difensore    | Boston Bruins         |
| 4        | Orland Kurtenbach | Centro       | New York Rangers      |
| 6        | Ray Cullen        | Centro       | Minnesota North Stars |
| 8        | Pat Quinn         | Difensore    | Toronto Maple Leafs   |
| 10       | Rosaire Paiement  | Centro       | Philadelphia Flyers   |
| 12       | Darryl Sly        | Difensore    | Minnesota North Stars |
| 14       | Jim Wiste         | Centro       | Chicago Blackhawks    |
| 16       | Dan Johnson       | Centro       | Toronto Maple Leafs   |
| 18       | Barry Wilkins     | Difensore    | Boston Bruins         |
| 20       | Ralph Stewart     | Centro       | St. Louis Blues       |
| 22       | Mike Corrigan     | Ala sinistra | Los Angeles Kings     |
| 24       | Wayne Maki        | Ala sinistra | St. Louis Blues       |
| 26       | Ed Hatoum         | Ala destra   | Detroit Red Wings     |
| 28       | Poul Popiel       | Difensore    | Detroit Red Wings     |
| 30       | Ron Ward          | Difensore    | Toronto Maple Leafs   |
| 32       | John Schella      | Difensore    | Montreal Canadiens    |
| 34       | Bob Dillabough    | Centro       | Oakland Seals         |
| 36       | Garth Rizzuto     | Centro       | Chicago Blackhawks    |
| 37       | Dunc Wilson       | Portiere     | Philadelphia Flyers   |
| 39       | Charlie Hodge     | Portiere     | Oakland Seals         |